# Mulloidichthys
Mulloidichthys son un género de peces de la familia Mullidae.

## Especies
Actualmente hay siete especies reconocidas en este género:
- Mulloidichthys ayliffe (Uiblein, 2011)
- Mulloidichthys dentatus (Gill, 1862)
- Mulloidichthys flavolineatus (Lacepède, 1801)
- Mulloidichthys martinicus (Cuvier, 1829)
- Mulloidichthys mimicus (Randall & Guézé, 1980)
- Mulloidichthys pfluegeri (Steindachner, 1900)
- Mulloidichthys vanicolensis (Valenciennes, 1831)